# Хан (село)
Хан (каз. Хан) — село у складі Аральського району Кизилординської області Казахстану. Входить до складу Аманоткельського сільського округу.
У радянські часи село називалось Підсобне хозяйство Аралсульфата.
Населення — 52 особи (2021; 90 у 2009, 73 у 1999, 66 у 1989).